# Burkatów
Burkatów est un village de Pologne du gmina de Świdnica à 7 km au sud-est de Świdnica, célèbre pour la bataille de Burkersdorf qui s'y déroula le 21 juillet 1762.

## Histoire
De 1742 à 1945, Burkersdorf fait partie de l'arrondissement de Schweidnitz dans le district de Breslau au sein de la province de Silésie.